# Station Moorslede-Passendale
Station Moorslede is een voormalig spoorwegstation in de gemeente Moorslede. Het lag aan spoorlijn 64 die Ieper met Roeselare verbond. De spoorlijn is afgebroken tussen 1955 en 1974.
0,0: Roeselare ·
5,9: Vierkavenhoek ·
10,0: Moorslede-Passendale ·
12,1: Kerselaar ·
13,8: Zonnebeke ·
17,8: Frezenberg ·
20,1: Kruiskalsijde ·
23,0: Ieper